# Borki (powiat bydgoski)
Borki – wieś w Polsce, położona w województwie kujawsko-pomorskim, w powiecie bydgoskim, w gminie Dąbrowa Chełmińska.

## Podział administracyjny
W latach 1975–1998 miejscowość należała administracyjnie do województwa bydgoskiego.

## Demografia
Według Narodowego Spisu Powszechnego (III 2011 r.) liczyły 40 mieszkańców. Są najmniejszą miejscowością gminy Dąbrowa Chełmińska.

## Dawne cmentarze
Na terenie wsi zlokalizowane są dwa nieczynne cmentarze ewangelickie.

## Historia
Od XV w. do czasów najazdów szwedzkich właścicielami wsi była szlachecka rodzina Preuków. W czasie potopu szwedzkiego wieś została spalona i opuszczona. W XVIII wieku zagospodarowano ją ponownie jako własność dworu gzińskiego, należącego do rodu Działyńskich. Osiedlili się tu także dzierżawcy olęderscy. Po I rozbiorze Polski w 1772 roku władze pruskie sprowadziły na te tereny osadników z północnych Niemiec wyznania ewangelickiego, którzy uczęszczali na nabożeństwa do zboru w Kokocku. W I połowie XIX wieku zbudowano w Borkach szkołę ewangelicką. W 1920 roku uczęszczało do niej 54 dzieci: 13 polskich i 41 niemieckich. Patronat nad szkołą sprawował dwór gziński. W 1839 roku w wyniku zmian strukturalnych wynikających z pruskiej ustawy uwłaszczeniowej, bogatsi chłopi wykupili ziemię na własność, biedniejsi zaś zostali przeszeregowani w struktury służby dworskiej. Wskutek zmian przestrzennych Borki wchłonęły osady zwane: Stoffriede i Duże Piekło. W XIX wieku wylewy Wisły czyniły w okolicy liczne straty, niszcząc cały dobytek mieszkańców. Na nizinie nadwiślańskiej budowano kanały odwadniające, a w dwudziestoleciu międzywojennym - wały przeciwpowodziowe.
W latach 1939 - 1942 dotychczasową nazwą wsi było Borken, lecz po przeprowadzonej zamianie nazw miejscowości w Okręgu Rzeszy Gdańsk-Prusy Zachodnie, w latach 1942 - 1945 nazywała się Borken, Kreis Kulm (Westpreussen).